# Machine à affranchir

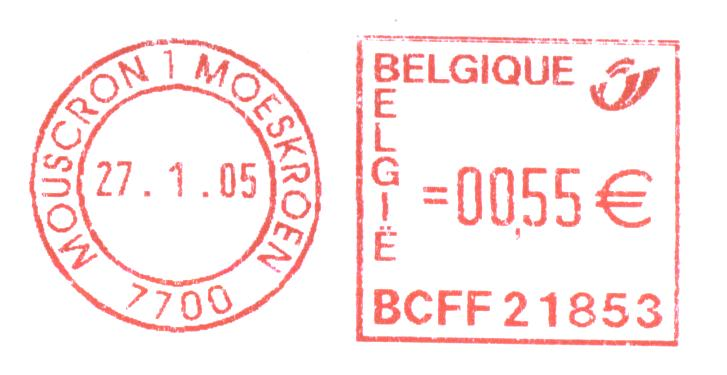
Empreinte de machine à affranchir de Belgique de 2005.

Une machine à affranchir est un outil de bureau qui imprime des marques postales ayant valeur d'affranchissement.
Une empreinte de machine à affranchir (EMA) est une forme de timbre  puisqu'elle comporte le montant de l'affranchissement tel un timbre-poste, mais également la date de l'impression et n'est pas oblitérée par l'opérateur postal. Les entreprises utilisent ce type de machine pour un gain de temps dans l'affranchissement et d'expédition du courrier.
La collection et l'étude de ces empreintes est la mécanotélie.
Ces empreintes de machine à affranchir ne doivent pas être confondues avec les timbres de distributeur qui sont une forme de timbre-poste et qui sont parfois imprimés sur les mêmes supports. Les timbres de distributeur, comme les autres timbres-poste, ne portent pas de date du jour d'émission et sont oblitérés pendant l'expédition du pli.

## Principe
L'empreinte imprimée par la machine à affranchir comporte trois types d'éléments. Le premier groupe renvoie aux mentions habituelles d'un timbre-poste : valeur faciale et nom du pays d'émission.
Le second concerne le statut de timbre préoblitéré : date et lieu de la réalisation. Le courrier doit être remis sous certaines conditions à l'opérateur postal : le jour même de l'oblitération par exemple.
Le troisième groupe d'information concerne l'abonnement liant l'entreprise à l'opérateur postal : numéro de série de la machine et de l'abonnement.
Si les opérateurs postaux imposent un modèle de marque postale, les fabricants de machines à affranchir proposent des personnalisations de ces empreintes : logotype de l'entreprise, slogan publicitaire.

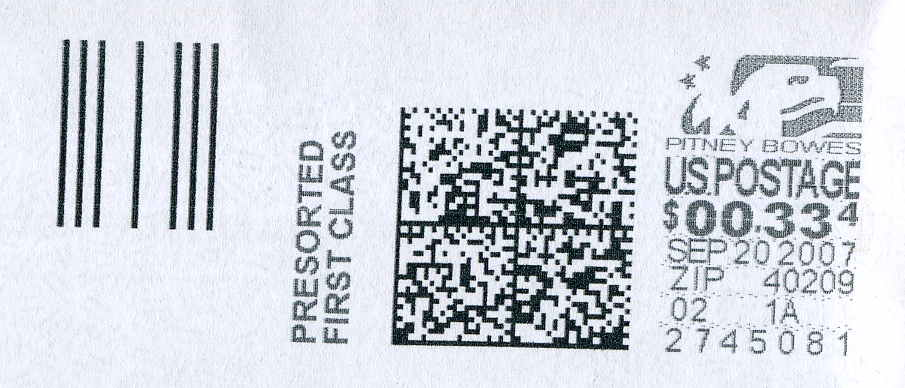
Empreinte de machine à affranchir des États-Unis disposant d'un tag.

Avec la numérisation du tri du courrier, certains opérateurs postaux requièrent l'impression d'un tag, un code-barres se présentant sous la forme d'un carré de pixels blancs et noirs, renfermant les données sur l'envoi.

## Historique
La première expérimentation de machine à affranchir a lieu en 1897 avec trois distributeurs d'empreintes pré-datées installés dans des bureaux de poste new new-yorkais par Di Brazzi.
Les premières utilisations permanentes datent du début des années 1920, précisément en décembre 1920 dans l'entreprise Pitney Bowes, spécialisée dans la gestion du courrier d'entreprise. En France, l'agence Havas est la première entreprise française à utiliser une machine à affranchir à partir du 26 mai 1924.

## France
Actuellement, les machines à affranchir en France sont exclusivement disponibles grâce à quatre sociétés privées autorisées par La Poste : Pitney Bowes, Quadient, Doc'up (anciennement Frama), et - depuis 2014 - Francotyp-Postalia. Ces machines sont uniquement disponibles à la location, selon les règles de La Poste en France.
Le prix de location varie en fonction de la vitesse et des fonctionnalités de la machine à affranchir, déterminés par le volume de courrier envoyé et en fonction des équipements supplémentaires : ainsi la location devient plus chère si l'entreprise souhaite aussi s'équiper d'un alimenteur automatique d'enveloppes ou bien d'une pesée automatique au passage. Une balance, qui sert de calculateur du prix de l'affranchissement, est obligatoirement incluse au système. Cette balance peut être intégrée ou externe. La mise à jour des tarifs postaux inclus dans la balance se fait par carte mémoire, clé USB, ou plus récemment par télétransmission. Le coût des fournitures (enveloppes, encre, papier…) n’est pas inclus.
Des logiciels de comptabilité ou bien des accès à des sites web (fournis par la marque choisie de machines à affranchir) peuvent permettre la gestion détaillée des flux d'affranchissement à des fins d'analyse et de comptabilité, voire de ventilation par services au sein de l'entreprise utilisatrice. Enfin, dans des environnements de production, les machines à affranchir peuvent être intégrées directement à la sortie des machines de mise sous enveloppe automatiques, évitant ainsi la manipulation des enveloppes produites, lesquelles peuvent, dès la sortie du système de mise sous pli, être mises en caissettes et remises à La Poste ou au transporteur postal choisi si existant.
Depuis quelques années, il est possible, avec La Poste, sous certaines conditions et en particulier d'un volume minimal par dépôt postal (à partir de 1 000 enveloppes par dépôt postal, dans un même format d'enveloppes et même produit postal), de ne plus affranchir les lettres, mais grâce au concept de "Courrier Industriel", de payer le transport du courrier sur un critère de poids global de l'envoi. Les lettres ne reçoivent alors plus d'affranchissement, mais deux lignes de texte appelées "Marquage CI". Ces deux lignes imprimées généralement en technologie jet d'encre, peuvent être imprimées soit par certains modèles de Machines à Affranchir (soit dédiées Courrier Industriel, soit mixtes affranchissement / Courrier Industriel), soit par de simples imprimantes jet d'encre. L'imprimante des marques Courrier Industriel n'a plus besoin d'être agréée par La Poste sauf en cas de machine "Mixte". Un certain nombre de critères croisés définissent l'application du tarif postal par pli, appliqué selon une grille fournie par La Poste, grille réévaluée chaque année. Les critères concernent le niveau de pré-tri du courrier (Toute France / Département / Code Postal), la tranche de poids des enveloppes, la qualité de constitution et de présentation des adresses, le temps d'acheminement choisi, mais aussi le contenu des enveloppes (courrier Marketing ou courrier de Gestion). Les envois générés en Courrier Industriel n'empruntent pas le chemin habituel du courrier affranchi et entrent directement dans le circuit postal au niveau du "PIC" (Plate forme Industrielle Courrier) régional, sorte de centre logistique de La Poste qui centralise et répartit le transport. Ces PIC sont toujours près d'aéroports, de gares ou bien de grands axes routiers afin de faciliter les transferts. Les caissettes contenant le Courrier Industriel sont traitées en fonction de leur contenu. Plus le tri originel est fin (Code Postal par exemple), moins La Poste aura de manipulations, ce qui explique les réductions du prix d'acheminement. Des caissettes triées en Code Postal seront directement acheminées sur le PIC de destination, sans manipulation du contenu. Si le courrier est en Toute France, les lettres devront être sorties des caissettes et triées par La Poste sur des machines de tri automatique dont la cadence peut atteindre plus de 40 000 enveloppes par heure. Ces machines de tri sont capables de préparer intelligemment la tournée du facteur qui assurera la distribution finale. Pour l'utilisation de ce type de système une pré-étude avec La Poste est nécessaire et un Contrat est établi, donnant droit à l'utilisation du Courrier Industriel. Cette pré-étude est généralement faite avec l'appui du fournisseur de matériel qui proposent les solutions logicielles et matérielles indispensables à la préparation de ce mode d'envoi.

### Machines à affranchir autorisées par La Poste en France
Au 1er janvier 2023, les machines suivantes sont autorisées par La Poste
| Appellation postale | Catégorie postale       | Concessionnaire          | Auto installation par l'utilisateur | Nom de la machine |
| ------------------- | ----------------------- | ------------------------ | ----------------------------------- | ----------------- |
| AC                  | tpMAc                   | FRANCOTYP-POSTALIA       | OUI                                 | Mymail            |
| AE                  | MAi nouvelle génération | FRANCOTYP-POSTALIA       | OUI                                 | Postbase          |
| CP                  | MAi nouvelle génération | PITNEY BOWES             | NON                                 |                   |
| CT                  | tpMAc                   | PITNEY BOWES             | OUI                                 |                   |
| FM                  | MAi                     | DOC'UP                   | NON                                 |                   |
| FP                  | pMAc                    | DOC'UP                   | NON                                 |                   |
| FR                  | MAi                     | DOC'UP                   | NON                                 |                   |
| FT                  | tpMAc                   | DOC'UP                   | OUI                                 |                   |
| HA                  | pMAc                    | NEOPOST (QUADIENT)       | NON                                 |                   |
| HH                  | pMAc                    | NEOPOST (QUADIENT)       | NON                                 |                   |
| HJ                  | tpMAc                   | NEOPOST (QUADIENT)       | OUI                                 |                   |
| HK                  | MAi                     | NEOPOST (QUADIENT)       | NON                                 |                   |
| HL                  | tpMAc                   | NEOPOST (QUADIENT)       | OUI                                 |                   |
| HP                  | MAi                     | NEOPOST (QUADIENT)       | NON                                 |                   |
| HQ                  | MAi                     | NEOPOST (QUADIENT)       | NON                                 |                   |
| HU                  | MAi                     | NEOPOST (QUADIENT)       | NON                                 |                   |
| HV                  | tpMAc                   | NEOPOST (QUADIENT)       | OUI                                 |                   |
| HZ                  | MAi                     | NEOPOST (QUADIENT)       | NON                                 |                   |
| MC                  | MAi                     | PITNEY BOWES             | NON                                 |                   |
| MD                  | MAi                     | PITNEY BOWES             | NON                                 |                   |
| MF                  | MAi                     | PITNEY BOWES             | NON                                 |                   |
| MG                  | MAi                     | PITNEY BOWES             | NON                                 |                   |
| MH                  | MAi                     | PITNEY BOWES             | NON                                 |                   |
| ML                  | MAi                     | PITNEY BOWES             | NON                                 |                   |
| MM                  | MAi                     | PITNEY BOWES             | NON                                 |                   |
| MP                  | MAXi                    | PITNEY BOWES             | NON                                 |                   |
| MR                  | MAXi                    | PITNEY BOWES             | NON                                 |                   |
| MT                  | tpMAc                   | PITNEY BOWES             | OUI                                 |                   |
| SA                  | pMAc                    | NEOPOST (QUADIENT)/SATAS | NON                                 |                   |
| SL                  | tpMAc                   | NEOPOST (QUADIENT)/SATAS | OUI                                 |                   |
| SM                  | MAi                     | NEOPOST (QUADIENT)/SATAS | NON                                 |                   |
| SP                  | pMAc                    | NEOPOST (QUADIENT)/SATAS | NON                                 |                   |
| SQ                  | MAi                     | NEOPOST (QUADIENT)/SATAS | NON                                 |                   |
| ST                  | tpMAc                   | NEOPOST (QUADIENT)/SATAS | OUI                                 |                   |
| SU                  | MAi                     | NEOPOST (QUADIENT)/SATAS | NON                                 |                   |
| SZ                  | MAi                     | NEOPOST (QUADIENT)/SATAS | NON                                 |                   |
| VA                  | MAi                     | PITNEY BOWES             | NON                                 |                   |
| VB                  | MAi                     | PITNEY BOWES             | NON                                 |                   |
| VK                  | pMAc                    | PITNEY BOWES             | NON                                 |                   |
| VL                  | pMAc                    | PITNEY BOWES             | NON                                 |                   |